# (100288) 1995 CZ5
(100288) 1995 CZ5 es un asteroide perteneciente al cinturón de asteroides, descubierto el 1 de febrero de 1995 por el equipo del Spacewatch desde el Observatorio Nacional de Kitt Peak, Arizona, Estados Unidos.

## Designación y nombre
Designado provisionalmente como 1995 CZ5.

## Características orbitales
1995 CZ5 está situado a una distancia media del Sol de 2,564 ua, pudiendo alejarse hasta 3,259 ua y acercarse hasta 1,870 ua. Su excentricidad es 0,270 y la inclinación orbital 4,318 grados. Emplea 1500 días en completar una órbita alrededor del Sol.

## Características físicas
La magnitud absoluta de 1995 CZ5 es 16.